# Flatruetvägen
Flatruetvägen ist eine Straße in Schweden. Sie führt über das Mittelgebirge Flatruet im nordwestlichen Härjedalen. Die Straße ist mit 975 m Schwedens höchstgelegene Passstraße. Der Flatruetvägen verbindet die beiden Ortschaften Funäsdalen und Ljungdalen.